# Lapanouse
Lapanouse korábbi község Franciaország Okcitánia régiójában, Aveyron megyében. Lakosainak száma 757 fő (2018. január 1.). Lapanouse Buzeins, Campagnac, Lavernhe, Recoules-Prévinquières, Saint-Saturnin-de-Lenne, Sévérac-le-Château és Sévérac d’Aveyron községekkel határos.
2016. január 1-jén négy másik korábbi községgel egyesült és az így létrejött Sévérac d’Aveyron új község része lett.

## Népesség
A település népessége az elmúlt években az alábbi módon változott:
| Lakosok száma | 556  | 517  | 663  | 709  | 692  | 750  | 751  | 769  | 758  | 757  |
|               | 1962 | 1968 | 1982 | 1990 | 1999 | 2008 | 2011 | 2013 | 2017 | 2018 |